# Hubjeri
Hubjeri är en ort i Bosnien och Hercegovina.   Den ligger i entiteten Republika Srpska, i den sydöstra delen av landet, 60 km öster om huvudstaden Sarajevo. Hubjeri ligger 353 meter över havet och antalet invånare är 221.
Terrängen runt Hubjeri är huvudsakligen kuperad. Hubjeri ligger nere i en dal.Närmaste större samhälle är Goražde, 2,4 km sydväst om Hubjeri. 
I omgivningarna runt Hubjeri växer i huvudsak lövfällande lövskog. Runt Hubjeri är det ganska tätbefolkat, med 67 invånare per kvadratkilometer.